# Roy (Nowy Meksyk)
Roy – wieś w Stanach Zjednoczonych, w stanie Nowy Meksyk, w hrabstwie Harding.